# László Zsadányi
László Zsadányi (7 febbraio 1961) è un ex calciatore ed ex giocatore di calcio a 5 ungherese.

## Carriera
Con la nazionale maschile di calcio a 5 dell'Ungheria, Zsadányi ha disputato il FIFA Futsal World Championship 1989 nel quale la selezione magiara è stata eliminata nel girone del secondo turno, comprendente Paesi Bassi, Belgio e Italia. Zsadányi è stato il miglior marcatore della manifestazione realizzando sette reti.